# 石岡南台駅
石岡南台駅（いしおかみなみだいえき）は、かつて茨城県石岡市南台にあった鹿島鉄道鹿島鉄道線の駅（廃駅）である。2007年（平成19年）4月1日、鹿島鉄道線の廃線に伴い廃止された。

## 歴史
鹿島鉄道で最も新しい駅であった。

### 年表
- 1989年（平成元年）6月15日：開業[1]。
- 2007年（平成19年）4月1日：廃止[2]。

## 駅構造
住宅・都市整備公団（当時）による南台ニュータウンの開発に併せて開設された。相対式ホーム2面2線を有する地上駅で、無人駅だった。
線路はほぼ東西に走り、出口は南側にあった。北側の線路が直線となる一線スルーの構造で、北側の線路に鉾田方面、南側の線路に石岡方面の列車が発着していた。また、ホームの長さは45メートル（2両分の有効長）であり、鹿島鉄道の駅では最もホームの長さが短かった。
南側のホームに面して開放的な待合所が設置されており、この脇から北側のホームへの跨線橋が出ていた。跨線橋は螺旋階段で待合所の上部に至り、そこから線路を渡っていた。
その他、南側のホームの螺旋階段の下と、北側のホームの東田中方に、それぞれ一棟ずつ小さな待合所が設置されていた。

### 現況
2009年7月頃には石岡 - 東田中間の線路は道床を残して大部分が撤去されており、当駅構内も同様にレールや枕木は残っていなかった。また、駅名標・時刻表・自動販売機等の設備は撤去され、跨線橋は封鎖されていたが、駅舎や南台2丁目自治会が創立10周年記念で贈った時計はそのまま残されていた。
2010年（平成22年）8月30日にかしてつバスの専用道が開通し、当駅のあった位置にバス停留所が開業している。

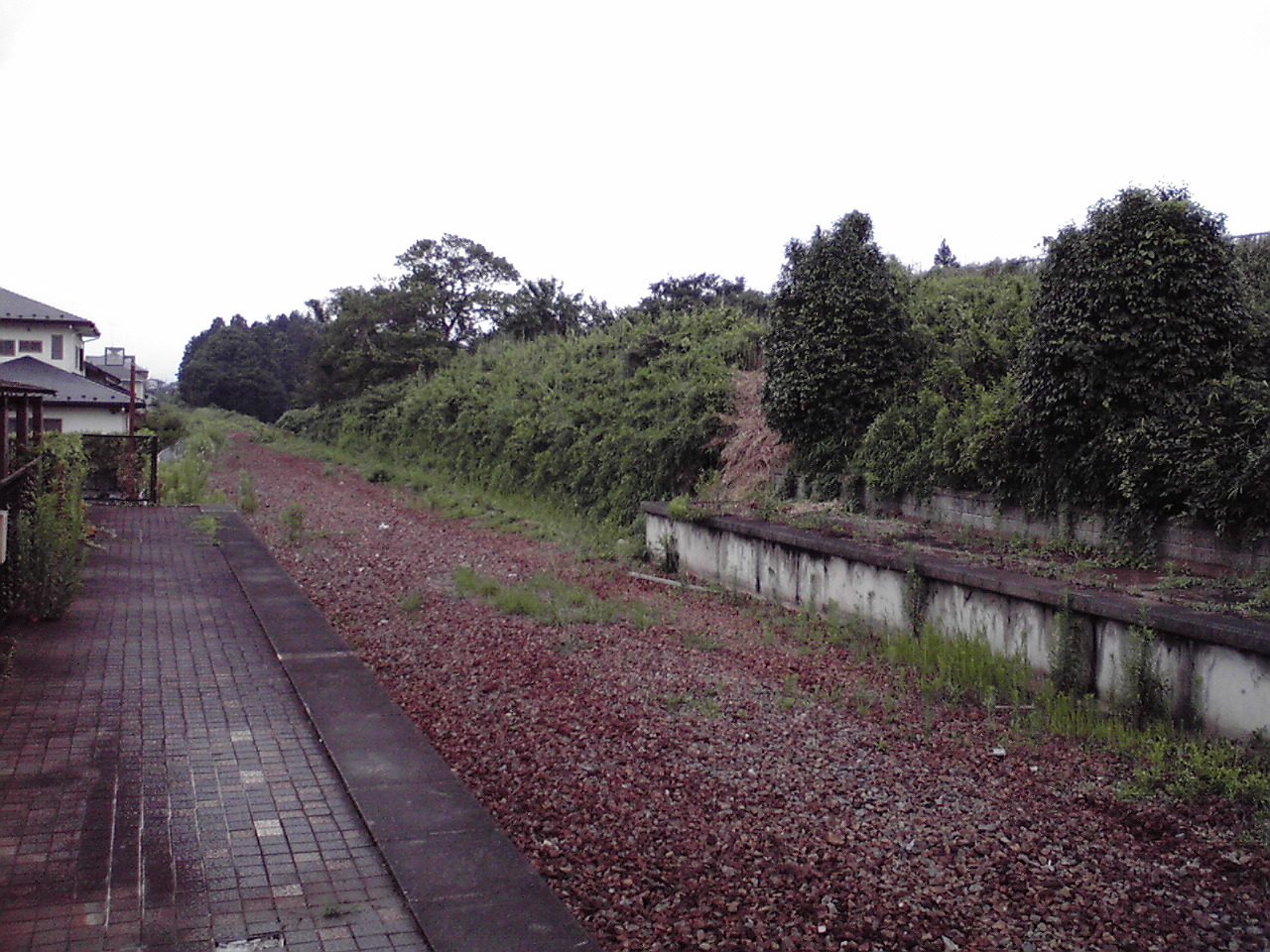
廃止後のホーム（2009年7月）
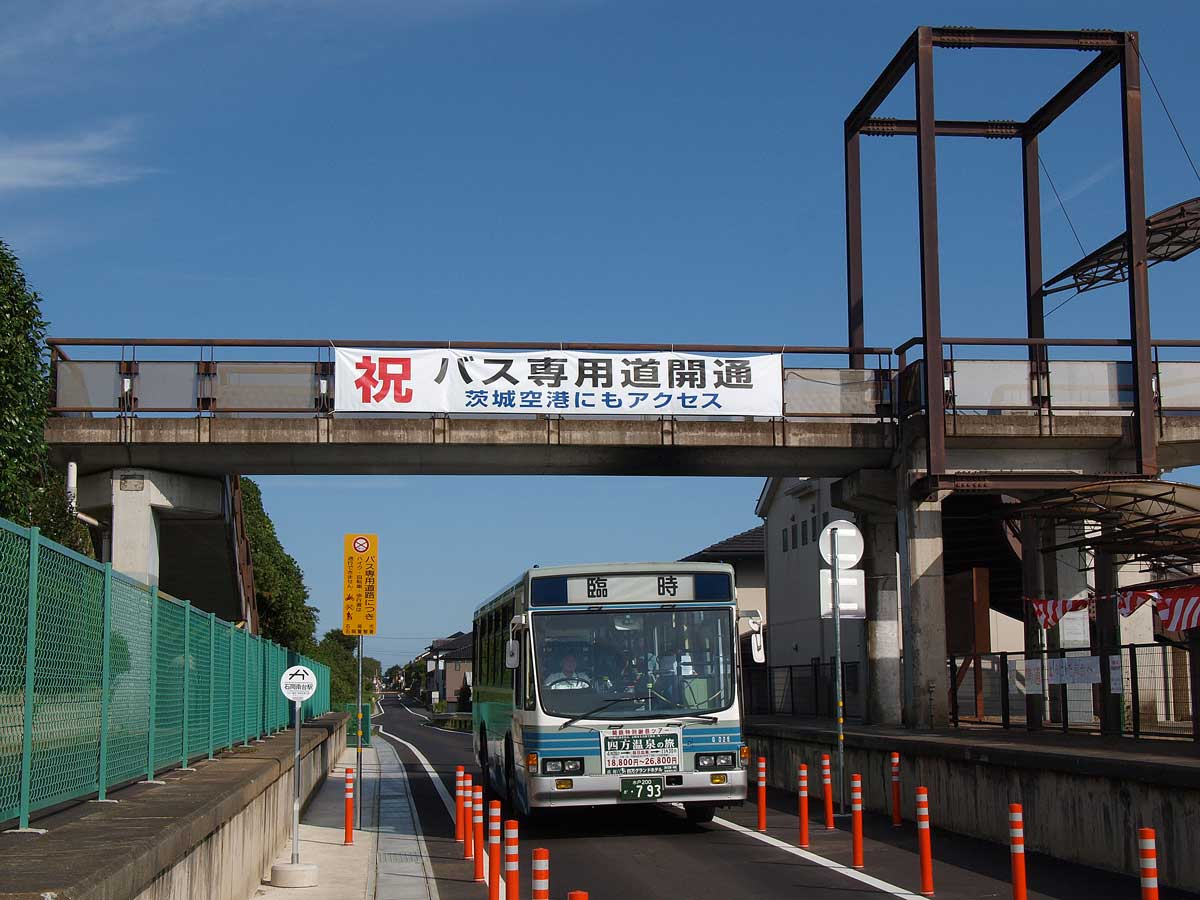
バス専用道路開通後の旧石岡南台駅（2010年9月）

## 駅周辺
駅南方には、南台ニュータウンが広がる。隣の東田中駅付近が南台の東端に当たる。
- 「県営住宅前」バス停留所 - 石岡市巡回バス高浜・八木ルート
- 石岡南台郵便局
- チーズケーキ工房ミトン
- 石岡台地農業水利事務所
- 石岡市立南小学校
- 国道355号
- 山王台病院
- 介護老人保健施設あいあい
- 石岡市立石岡中学校

## 隣の駅
鹿島鉄道
■鹿島鉄道線
石岡駅 - 石岡南台駅 - 東田中駅